# ريحان القرفة
ريحان القرفة (الإسم العلمي: Ocimum basilicum) هو نوع من أنواع الريحان. يمكن أن يشير المصطلح «ريحان القرفة» إلى عدد من الأنواع المختلفة من الريحان، بما في ذلك كمرادف للريحان تايلاندي (الاسم العلمي: O. basilicum var. thyrsiflora)، بإعتباره صنفًا خاصًا من الريحان التايلاندي،  وكصنف منفصل بحد ذاته وإسمه العلمي هو (O. basilicum "Cinnamon").  

## الوصف
ريحان القرفة، المعروف أيضًا باسم ريحان التابل المكسيكي في اللغة الإنجليزية  له رائحة ونكهة فواحة وتابلية. يحتوي هذا الريحان على ميثيل القرفة مما يعطيها نكهة تشبه نكهة القرفة. يحتوي ريحان القرفة على أوراق عرضها ضيق إلى حد ما، ومسننة الشكل قليلاً، لونها هذه الأوراق أخضر داكن، وتكون لامعة المظهر وتحتوي على عروق (أوردة) أرجوانية-حمراوية اللون، يمكن أن تشبه أنواعًا معينة من النعناع من ناحية الشكل، ينتج ريحان القرفة أزهارًا وردية اللون وصغيرة الحجم من شهر يوليو إلى شهر سبتمبر.     لون ساق ريحان القرفة أرجواني غامق. ينمو ريحان القرفة إلى طول يبلغ ما بين 18-30 بوصة. 

## الزراعة
ريحان القرفة هو عشبة من السهل زراعتها وتنميتها. يتطلب ريحان القرفة من ست إلى ثماني ساعات من ضوء الشمس الساطع يوميًا. على الرغم من أنها تزرع كنبات ينبت سنويًا، إلا أنها تعتبى معمرة في مناطق صلابة قيمتها 9-11في مقياس الزراعة الأمريكية. يُزرع ريحان القرفة أحيانًا بالقرب من الطماطم والأزهار لإبعاد وإقصاء الآفات مثل الذبابيات البيضاء. 

## الإستخدامات
يستخدم ريحان القرفة في تحضير عدد من أنواع الشاي والمخبوزات مثل البسكويت والفطائر.   كما أنه يستخدم في مأكولات الباستا والسلطات والهلام والخل.   خارج المطبخ، يستخدم ريحان القرفة في التزيينات المجففة وكجزء من مجموعة أوراق الورود المجففة. 

## الفضاء
تم أخذ ريحان القرفة إلى الفضاء بواسطة مكوك الفضاء إنديفور خلال رحلة STS-118 ونما في تجربة تمت في المدار الأرضي المنخفض في محطة الفضاء الدولية.